# بوينغ (قناة للأطفال)
بوينغ (بالإسبانية: BOING)‏ قناة تلفزيونية بدأت إنطلاقتها قديماً ، تُبث على التلفزيون وعلى الإنترنت موجهة للأطفال
تعرض رسوم متحركة من إنتاج شركة كرتون نتورك ومن Disney ومن Nickelodeon! بأصوات إسبانية